# Einar Bragi
Einar Bragi, mit vollständigem Namen: Einar Bragi Sigurðsson (* 7. April 1921 in Eskifjörður im Osten Islands; † 26. März 2005 in Reykjavík) war ein isländischer Dichter, Verleger und Übersetzer. 
Der zweite Name ist kein Nachname, sondern ein zweiter Vorname, gleichnamig mit Bragi dem Gott der Dichtkunst in der nordischen Mythologie.

## Leben
Einar Bragi war das dritte von vier Kindern, seine Eltern waren die Hausfrau Borghildur Einarsdóttir und der Kapitän Sigurður Jóhannsson. Einar machte sein Abitur am Gymnasium in Akureyri 1945. Im selben Jahr heiratete er Kristín Jónsdóttir und begann sein Studium der Literaturwissenschaft, Kunstgeschichte und Theaterwissenschaft in Schweden, zuerst in den Jahren 1945 und 1946 in Lund und danach von 1953 bis 1956 in Stockholm. Dort veröffentlichte er seine ersten zwei Bände mit Gedichten. Er kehrte 1953 nach Island zurück. In den insgesamt neun schmalen Bänden mit Gedichten aus den Jahren zwischen 1950 und 1980 kehrte er immer wieder zu den gleichen Themen zurück, die er zu Beginn seines Schreibens sehr oft polemisch behandelte. Er bestand darauf, dass die sogenannten Atompoeten seiner Zeit deutlich anders schreiben sollten als vorhergehende Generationen. Einar Bragi behandelte Themen wie Liebe, Natur und stand menschlichen Schwächen wie Neid oder sozialer Ungerechtigkeit und Ausbeutung sehr kritisch gegenüber.
Seine Dichtkunst bediente sich der Alliteration und der Reime, er schrieb jedoch auch in freier Form und Prosa. Er war ein wichtiger Übersetzer aus vielen europäischen Sprachen ins Isländische, so auch aus dem Nordsamischen und Grönländischen.

## Verleger
1953 gründete Einar Bragi die Zeitschrift Birtingur, deren Herausgeber er auch war. Die Zeitschrift war in der Zeit ihres Erscheinens bis 1968 das Sprachrohr des Modernismus in Island. Mit dem schweizerisch-deutschen Künstler Dieter Roth gründete er in den 1950er Jahren in Island den Verlag Forlag Editions.

## Veröffentlichungen
- 1950: Eitt kvöld í júni.
- 1952: Svanur á báru.
- 1953: Gestaboð um nótt.
- 1957: Ren í maí.
- 1960: Hreintjarnir.
- 1970: Í ljósmálinu.
- 1971–86: Eskja, über die Geschichte des Eskifjörður.
- 1983: Ljóð.
- 2000: Ljós í augum dagsins.

## Übersetzungen
- 1948–49: Ditta mannsbarn von Martin Andersen Nexø.
- 1992: Leikrit III von August Strindberg.
- 1995: Leikrit III von Henrik Ibsen.

Aus der Nordsamischen Sprache ins Isländische:
- 2001: Bjartir frostdagar nach Rauni Magga Lukkari.
- 2001: Móðir hafsins nach Synnøve Persen.
- 2002: Kaldrifjaður félagi nach Rose-Marie Huuva.
- 2002: Handan snœfjalla nach Paulus Utsi.
- 2003: Viðernin í brjósti mér nach Nils-Aslak Valkeapää.